# Laronxe
Laronxe – miejscowość i gmina we Francji, w regionie Grand Est, w departamencie Meurthe i Mozela.
Według danych na rok 1990 gminę zamieszkiwało 429 osób, a gęstość zaludnienia wynosiła 63 osoby/km² (wśród 2335 gmin Lotaryngii Laronxe plasuje się na 642. miejscu pod względem liczby ludności, natomiast pod względem powierzchni na miejscu 849.).

## Populacja

Populacja Laronxe w latach 1962–2008

## Współpraca
Miejscowość partnerska:
- Ouffet, Belgia